# H-8 (潜水艦)
|          |                       |
| 艦歴     |                       |
| 発注     | 1915年                |
| 起工     | 1918年5月25日         |
| 進水     | 1918年11月14日        |
| 就役     | 1918年11月18日        |
| 退役     | 1922年11月17日        |
| その後   | スクラップとして売却  |
| 除籍     | 1931年2月26日         |
| 性能諸元 |                       |
| 排水量   | 358 トン              |
| 全長     | 150 ft 4 in (46 m)    |
| 全幅     | 15 ft 10 in (4.8 m)   |
| 吃水     | 12 ft 5 in (3.8 m)    |
| 機関     |                       |
| 最大速   | 14ノット (26 km/h)    |
| 乗員     | 士官、兵員25名        |
| 兵装     | 18インチ魚雷発射管4門 |

H-8 (英語: USS H-8, SS-151) は、アメリカ海軍の潜水艦。H級潜水艦の8番艦。元はロシア帝国が発注した潜水艦 AG-27 （ロシア語: АГ-27）。

## 艦歴
ロシア帝国海軍は1915年に18隻のH級潜水艦をエレクトリック・ボート社に発注した。11隻が引き渡され、アメリカーンスキイ・ゴーラント級潜水艦として発注されたが、1917年のロシア革命によって6隻の引き渡しが保留され、ブリティッシュコロンビア州バンクーバーで保管された。6隻は全てが1918年5月20日にアメリカ海軍によって購入され、ピュージェット・サウンド海軍造船所で最終組み立てが行われた。
H-8 はドイツとの休戦協定成立3日後の1918年11月14日に進水し、1918年11月18日に艦長ラルフ・W・ホールト少佐の指揮下就役した。
カリフォルニア州サンペドロで第6潜水戦隊に加わり、後に第7潜水戦隊に転属となる。H-8 は姉妹艦と共に作戦活動に従事し、サンペドロ沖で様々な戦闘訓練および演習に参加し、サンタカタリナ島周辺で定期的な偵察を行った。
第6、第7潜水戦隊およびビーバー (USS Beaver, AS-5) と共に H-8 は1922年7月25日にサンペドロを出航し、9月14日にバージニア州ノーフォークに到着した。H-8 は1922年11月17日に退役し、1931年2月26日に除籍、1933年11月28日にスクラップとして売却された。

## 登場作品
『Behind the Door』
架空の潜水艦「U-98」として撮影に使用されている。